# Amblyraja doellojuradoi
Amblyraja doellojuradoi е вид хрущялна риба от семейство Морски лисици (Rajidae). Видът е незастрашен от изчезване.

## Разпространение и местообитание
Разпространен е в Аржентина и Фолкландски острови.
Среща се на дълбочина от 25 до 128 m, при температура на водата от 1,7 до 9,6 °C и соленост 32,6 – 34,5 ‰.